# Jerzy Wężyk Widawski
Jerzy Wężyk Widawski herbu Wąż – komornik ziemski bełski w latach 1766-1771, cześnik czernihowski w latach 1763-1771.